# Łazy (gmina)
Pour les articles homonymes, voir Łazy.
La gmina de Łazy est une commune urbaine-rurale de la voïvodie de Silésie et du powiat de Zawiercie. Elle s'étend sur 132,56 km2 et comptait 15 990 habitants en 2006. Son siège est la ville de Łazy qui se situe à environ 8 kilomètres au sud de Zawiercie et à 35 kilomètres au nord-est de Katowice.

## Villages
Hormis la ville de Łazy, la gmina de Łazy comprend les villages et localités de Chruszczobród, Chruszczobród-Piaski, Ciągowice, Grabowa, Hutki-Kanki, Kuźnica Masłońska, Mitręga, Niegowoniczki, Niegowonice, Rokitno Szlacheckie, Trzebyczka, Turza, Wiesiółka et Wysoka.

## Villes et gminy voisines
La gmina de Łazy est voisine des villes de Dąbrowa Górnicza, Poręba et Zawiercie et des gminy de Klucze, Ogrodzieniec et Siewierz.